# Mathias Kristensen (fodboldspiller, født 1993)
 For alternative betydninger, se Mathias Kristensen. (Se også artikler, som begynder med Mathias Kristensen)
Mathias Kristensen (født 24. juni 1993) er en dansk fodboldspiller, der spiller for Lyngby Boldklub.

## Klubkarriere
Kristensen scorede i efteråret 2017 19 mål for Tarup-Paarup IF i Danmarksserien.

### AC Horsens
Den 18. december 2017 blev det offentliggjort, at AC Horsens havde hentet Kristensen i Danmarksserieklubben Tarup-Paarup IF. Han skrev under på en halvårig kontrakt. Han sagde i den ombæring sit job op for at være fuldtidsprofessionel.
Han blev knæskadet i starten af april 2018, hvorfor der ventede ham en operation.
Han fik sin debut i Superligaen den 11. maj 2018, da han blev skiftet ind efter 58 minutter som erstatning for Oliver Drost. I det 89. minut reducerede han til 2-1, hvilket også blev kampens resultat ude mod FC Nordsjælland. Han spillede også kampen efter, hvor han spillede 18 minutter (2-2-kamp hjemme mod Brøndby IF. Han forlængede den 25. maj 2018 sin kontrakt med AC Horsens med et halvt år. Grundet hans skade havde klubben endnu ikke set nok af Kristensens kvaliteter til endnu at bedømme ham, og man ville klubbens side gerne have mere tid til at vurdere spillerens kvaliteter.
Han forlod i december 2018 AC Horsens efter et år i klubben, da han ikke fik forlænget sin kontrakt forlænget ved kontraktudløb.

### Nykøbing FC
Han skrev den 15. februar 2019 under på en kontrakt med 1. divisionsklubben Nykøbing FC.